# Borówek (gromada)
Borówek – dawna gromada, czyli najmniejsza jednostka podziału terytorialnego Polskiej Rzeczypospolitej Ludowej w latach 1954–1972.
Gromady, z gromadzkimi radami narodowymi (GRN) jako organami władzy najniższego stopnia na wsi, funkcjonowały od reformy reorganizującej administrację wiejską przeprowadzonej jesienią 1954 do momentu ich zniesienia z dniem 1 stycznia 1973, tym samym wypierając organizację gminną w latach 1954–1972.
Gromadę Borówek siedzibą GRN w Borówku utworzono 1 stycznia 1960 w powiecie krasnostawskim w woj. lubelskim z obszaru zniesionej gromady Borów oraz wsi Olchowiec, kolonii Olchowiec, wsi Poperczyn, wsi Borówek i kolonii Borówek ze zniesionej gromady Olchowiec w tymże powiecie.
Gromada przetrwała do końca 1972 roku, czyli do kolejnej reformy gminnej.